# Symphonie no 1 de Khrennikov
Pour les articles homonymes, voir Symphonie nº 1.

La  symphonie n° 1 en si bémol mineur, op. 4, est une symphonie orchestrale du compositeur russe Tikhon Khrennikov en trois parties dont la première a eu lieu à Moscou en 1935.

## Histoire
Cette symphonie a été composée en 1933-1935, alors que Khrennikov terminait ses études au conservatoire de Moscou. Cette œuvre est son travail pour son diplôme final. 
Mais il ne reçoit qu'une note moyenne pour ce travail. Comme Khrennikov se le rappelle, Vissarion Chebaline qui était son maître de diplôme estimait au plus haut point cette symphonie et était sûr qu'elle recevrait une bonne note de la commission du jury, mais elle n'a pas plu à Prokofiev qui présidait la commission. Khrennikov n'était pas pressé de récupérer son diplôme « bleu » au conservatoire. De son propre aveu, il ne voulait pas avoir un diplôme dans lequel il y avait un quatre sur cinq. Mais au bout d'un moment, il a reçu un appel du conservatoire et on lui a dit que le conseil académique, qui s'était spécialement réuni sur sa question, avait décidé de changer la note en cinq, de lui donner un diplôme avec mention, et de lui remettre une médaille d'or et inscrire le nom de Khrennikov au jury d'honneur du conservatoire de Moscou.
La première a eu lieu en 1935 à Moscou, interprétée par le grand orchestre symphonique de la radio de Moscou, dirigé par Georg Sebastian. La symphonie a été un grand succès et a commencé à être jouée dans toute l'Union soviétique. La même année, le chef d'orchestre américain Leopold Stokowski a appelé Khrennikov pour lui demander de lui permettre d'interpréter la symphonie aux États-Unis. Khrennikov a accepté et lui a envoyé la partition. Stokowski l'a incluse dans son répertoire et l'à interprétée en tournée. Plus tard, la symphonie a été interprétée par Eugene Ormandy à Philadelphie et ailleurs. Ainsi, la symphonie a acquis une renommée mondiale.

## Musique
« Tristesse, joie, souffrance et bonheur », c'est ainsi que le compositeur lui-même a décrit cette symphonie.
Le langage musical de la symphonie se caractérise par la fraîcheur et l'innovation de l'expression. Dès les premières notes, on sent l'individualité de l'auteur, la fermeté de ses idées, son courage, mais en même temps, on sent la maîtrise et l'attachement à la tradition musicale. Il est très rare de trouver des compositeurs dont les premières œuvres leur apportent la notoriété: le plus souvent la reconnaissance leur vient à l'âge mûr. Khrennikov ici a prouvé le contraire: sa première symphonie lui a non seulement valu une renommée paneuropéenne puis mondiale, mais est également devenue un modèle d'innovation, tout en préservant un certain langage traditionnel. Après tout, les années 1920 et 1930 ont été remplies de musique d'avant-garde, la « mélodie » n'était pas à l'honneur, les jeunes compositeurs préférant concourir dans la musique « récitative ». Cette symphonie prouve que la musique académique traditionnelle peut être innovante tout en restant mélodique et harmonieuse. Comme l'a écrit Leopold Stokowski : « La jeunesse de l'âme russe résonne dans cette symphonie ! En 1917, les bolchéviques ont essayé de la noyer, de la détruire, mais ils n'y sont pas parvenus ! Je voudrais noter que c'est dans cette symphonie que le talent de Khrennikov en tant que mélodiste étonnant a commencé à se manifester, ce qui s'est ensuite particulièrement développé dans ses célèbres chansons, musiques de films et performances.

## Structure
1. I. Allegro
2. II. Adagio. Molto espressivo
3. III. Allegro molto

## Source de la traduction
- (ru) Cet article est partiellement ou en totalité issu de l’article de Wikipédia en russe intitulé « Симфония № 1 (Хренников) » (voir la liste des auteurs).